# 京町 (境港市)
京町（きょうまち）は、鳥取県境港市の町名。郵便番号は684-0023（境港郵便局管区）。 

## 地理
弓浜半島の北東部、境水道沿岸部に位置する。市街地西部に位置し北は商店街（松ヶ枝町）に接する。

## 歴史
大正15年（1926年）から現在の町名。はじめ境町、昭和29年（1954年）境港町、昭和31年（1956年）からは境港市の町名。
地名の由来は、地内の旧字京塚にちなむといわれる。町名新設当時は市街地の南縁にあたり、境製糸工場があるほか地内の南部は畑・空閑地だった。昭和初年から宅地化が進行した。

## 世帯数と人口
2022年（令和4年）7月31日現在の世帯数と人口は以下の通りである。
| 町丁 | 世帯数  | 人口  |
| ---- | ------- | ----- |
| 京町 | 114世帯 | 218人 |

### 世帯数と人口の変遷
世帯数・人口は昭和30年（1955年）273・1029、昭和55年（1980年）166・489。

## 小・中学校の学区
市立小・中学校に通う場合、学区は以下の通りとなる。
| 番地 | 小学校           | 中学校             |
| ---- | ---------------- | ------------------ |
| 全域 | 境港市立境小学校 | 境港市立第一中学校 |

## 交通

### 鉄道
町内に鉄道駅はない。

### 道路
町内を通過する国道、県道はない。

## 産業・経済

### 企業・店
食料品
- 池田製麺所（営業内容・麺類製造、販売）[7]
- （有）大宮商店（営業内容・牛乳、乳製品、各種飲料卸売）[8]

文化用品、日用品
- 木下印房（営業内容・印章、ゴム印、附属品小売）[9]

水産
- 隠岐組（営業内容・鮮魚荷役）[10]
- （有）杉山実業（営業内容・鮮魚荷役、保険代理業）[11]
- 西村製函（営業内容・製函）[12]

金融・保険
- 杉山実業（有）[13]

相談
- 勝部朝日会計（有）[13]

美容
- 美容室まえはら[14]